# Barricade (singolo)
Barricade è un singolo del gruppo musicale statunitense Interpol, pubblicato nel 2010 ed estratto dal loro quarto album in studio Interpol.

## Tracce
- Download digitale

1. Barricade – 4:09

## Video
Il videoclip della canzone è stato diretto da Moh Azima e girato presso il Floyd Bennett Field di Brooklyn.